# Neptun (Schiff, 1875)
Die Neptun, vormals Schwalbe, war ein Schweizer Schraubendampfer, der 1880 im Bielersee sank.

## Geschichte
In den ersten Jahren seiner Existenz trug das Schiff den Namen Schwalbe. Es wurde 1875 bei Sulzer in Winterthur für Gottlieb Zingg aus Meggen gebaut. Das Schiff trug die Baunummer 15. Es war etwa zehn Meter lang und zwei Meter breit und hatte eine Leerverdrängung von drei Tonnen. Angetrieben wurde es von einer Maschine, die etwa zehn Pferdestärken hatte. Als Besatzung waren zwei Personen nötig. Zingg nutzte seine Schwalbe, die am 16. August 1875 den Betrieb aufnahm, für den Linienverkehr auf dem Küssnachter Arm des Vierwaldstättersees, stieß sie aber schon im Jahr 1879 an eine Gesellschaft ab, die sich in Biel gegründet hatte und ein Schiff für Linien- und Ausflugsfahrten suchte.
In Biel wurde das Schiff auf den Namen Neptun umgetauft. Geplant war, jeweils eine Kraft nur für die Zeit der Saison als Schiffsführer anzustellen. Nur der Maschinist Affolter sollte eine Dauerstellung bei der Gesellschaft haben. Offenbar wurde das Schiff aber zumindest zeitweise auch von Fahrgästen geführt, so auch am 25. Juli 1880, an dem das Schiff verunglückte. Eine Gesellschaft von 16 Personen aus Biel machte an diesem Tag auf der Neptun einen Ausflug nach Auvernier; an Bord war auch der Maschinist Affolter. Auf der Petersinsel wurde gegen Abend eine Zwischenstation eingelegt. Der dortige Gastwirt warnte vor dem drohenden Gewitter und mahnte zum Aufbruch, der aber wohl zu spät erfolgte. Nur 600 Meter vor dem Hafen geriet die Neptun, gesteuert von Schulvorsteher Zigerli, abends zwischen 20 und 20.30 Uhr in einen Gewittersturm, schlug voll und sank innerhalb kürzester Zeit. Dabei kamen 14 Passagiere und der Maschinist ums Leben. Laut der Gazette du village vom 28. Juli 1880 hatte Zigerli den Fehler begangen, die Breitseite des Schiffs den Windstößen auszusetzen, weil er unbedingt noch Engelberg erreichen wollte, und damit das Unglück herbeigeführt.
Am Tag nach dem Unglück berichtete die Zeitung Der Bund diverse Einzelheiten, darunter auch, dass sich die meisten Schiffsinsassen zum Zeitpunkt des Unglücks in der Kajüte befunden hatten und mit dem Schiff in die Tiefe gesunken waren. „Nur zwei Herren, die sich oben auf dem kleinen Verdecke befanden und welche vom Schiffe in den See hinausgeschleudert wurden, konnten sich an der Schaluppe, die das Schiff mit sich führte, festklammern und wurden gerettet. Unter den Ertrunkenen befanden sich 5 Männer samt Frauen, alle in Biel anwohnend und sich allgemeiner Achtung und Beliebtheit erfreuend. Zur Hebung des Schiffes und der Leichen hat man sich telegraphisch um Taucher und Apparate nach Zürich und Genf gewandt“, berichtete die Zeitung, ehe sie die Namen der Verunglückten auflistete: „Herr und Frau Fritz Eberhard, Bankier; Herr und Frau E(?) Zigerli, Oberlehrer; Herr und Frau Hunziker-Seitz vom Hause Montandon; Herr und Frau J. Schneider-Lanz, Graveur; Herr und Frau G. Gerber-Jossi, Lehrer; Frau Tschantre-Lanz, Negotiant; Frau Engel-Deutsch, Eisennegotiant; Fräulein Zigerli, Lehrerin, Fräulein Jester, Lehrerin; Maschinist Affolter. Die Herren Engel und Tschantre konnten sich retten.“ Einwohner von Tüscherz, die das Unglück beobachtet hätten, hätten den Eisenhändler und den Negotianten gerettet. Zeitnah geborgen werden konnte laut dem Zeitungsbericht nur die Leiche des Herrn Zigerli, die, wie der Hinkende Bote 1881 wissen wollte, „Zeichen eines heftigen Todeskampfes“ aufwies. Zigerli, Vater von sechs Kindern, habe wohl über eine Stunde lang versucht, noch an Land zu gelangen, man habe seine Schreie auch gehört, ihm in dem Unwetter aber nicht helfen können.

## Hebung und Verbleib des Schiffes
Die Neptun, die in 45 Metern Tiefe lag, konnte einen Monat nach dem Unglück gehoben werden. Möglich wurde dies durch eine zangenartige Konstruktion, eine Erfindung des Advokaten Charles Favre aus La Neuveville, die von Ingenieur Wolf aus Nidau gebaut wurde. Das Schiff wies nur geringe Schäden auf. Die Hebung des Schiffes kostete 3842 Franken, die Reparatur weitere 1500 Franken. Danach wurde die Neptun zu einem Preis von 3500 Franken nach Straßburg verkauft. Dort verliert sich ihre Spur.

## Denkmal
Der Bildhauer Karl Alfred Lanz schuf zur Erinnerung an die Opfer des Schiffsunglücks einen Obelisken. Ein Teil dieses Monuments ist erhalten geblieben und dient jetzt als Brunnenstock des 1959 angeschlossenen Brunnens bei der Wildermethmatte in Biel. Ursprünglich hatte der Obelisk seinen Platz auf dem alten Friedhof in den Tanzmatten.